# Quick Charge

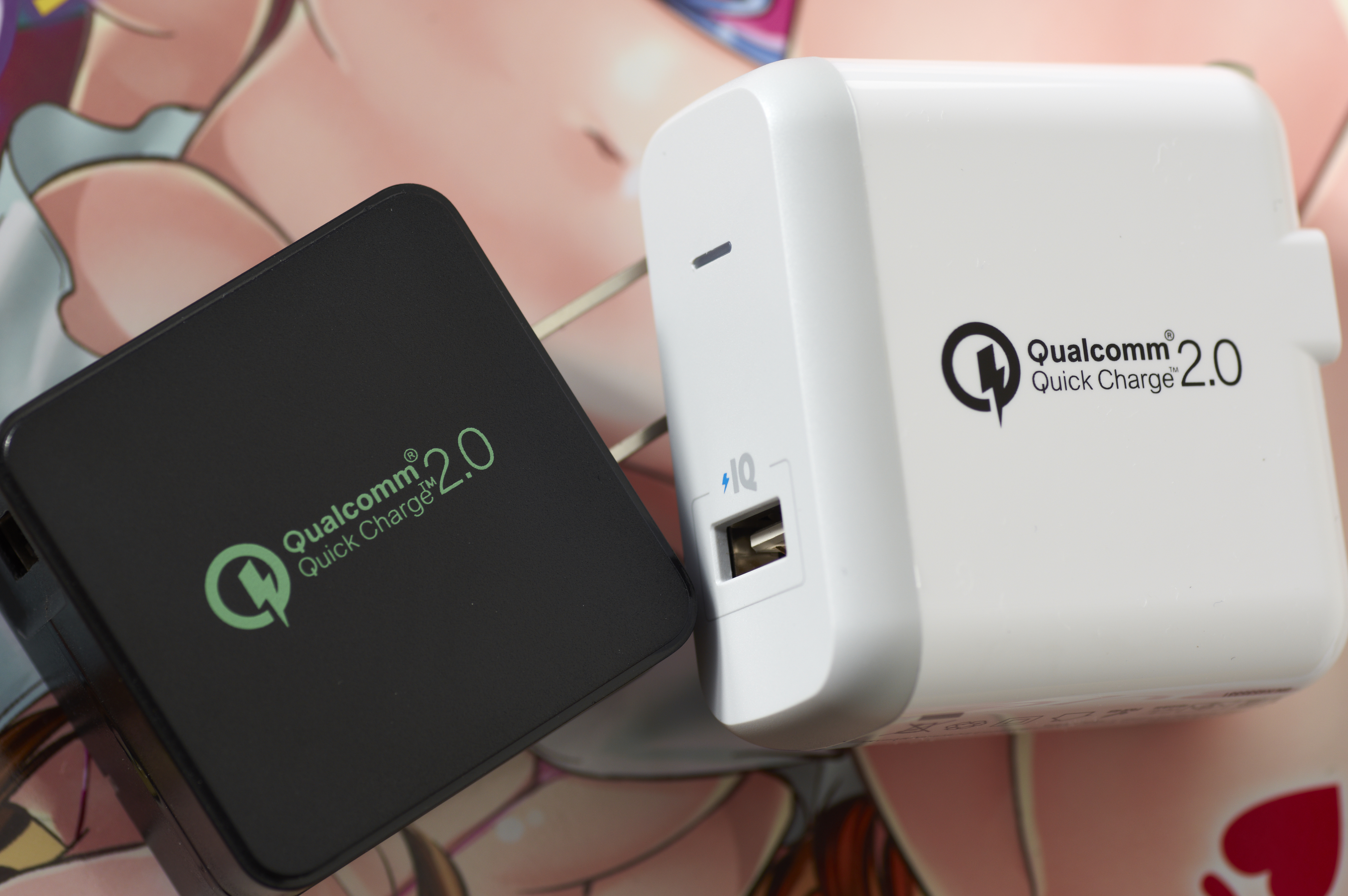
Fig.1 Exemples de carregadors USB amb protocol Quick Charge

Quick Charge (en anglès Càrrega Ràpida) és una tecnologia de càrrega ràpida de bateries d'aquells dispositius donats de processadors tipus Qualcomm Snapdragon. És una de les tecnologies que poden carregar més enllà dels 5V 2A típica dels carregadors USB. La tecnologia Quick Charge fou creada per l'empresa Qualcomm l'any 2013.
Quick Charge 4.0 serà compatible amb USB-PD emprada amb els connectors reversibles USB-Type C.

## Detalls
És una tecnologia patentada que permet la càrrega de dispositius alimentats per bateria, principalment telèfons mòbils, a nivells de potència més alts i superiors als típics 5 volts i 2 ampers que la majoria dels estàndards USB permeten. El 2012, l'USB Implementers Forum (USB IF) va anunciar el llançament del seu estàndard USB Power Delivery (USB PD) que permet als dispositius transferir fins a 100 watts de potència a través de ports USB amb capacitat suficient.
A partir del Quick Charge v3.0 en endavant, la tecnologia de gestió s'ha denominat Inov  (Negociació intel·ligent per a un voltatge òptim ) amb diferents versions que milloren els nivells quantificats dels voltatges de càrrega permesos.
Quick Charge 4.0 es va anunciar al desembre de 2016 juntament amb el Snapdragon 835; implementa mesures de seguretat addicionals de protecció contra la sobrecàrrega i el sobreescalfament, i compleix amb les especificacions USB-C i  USB Power Delivery (USB-PD).

## Compatibilitat entre sistemes
Altres companyies tenen les seves pròpies tecnologies competitives de càrrega ràpida, entre elles:  MEIZU Mcharge,  OPPO VOOC (amb llicència cedida a OnePlus com Dash Charge ),  Mediatek Pump Express, i Motorola TurboPower.
 Per aprofitar la rapidesa de la tecnologia Quick Charge (o de qualsevol dels altres sistemes), tant el carregador que proporciona l'alimentació com el "dispositiu a carregar" han d'estar preparats per a càrrega ràpida i han de ser compatibles entre si, seguint un protocol (diàleg) establert prèviament: Connectant dos aparells d'estàndards diferents -no compatibles entre si- s'aconsegueix simplement.. una càrrega lenta. 

## Versions Quick Charge
Comparativa entre les diferents versions:
| Technologia       | Voltatge                                       | Corrent                | Max potència                   | Data sortida | Processador necessari                                                                          |
| ----------------- | ---------------------------------------------- | ---------------------- | ------------------------------ | ------------ | ---------------------------------------------------------------------------------------------- |
| Quick Charge 1.0  | 5V                                             | 2A                     | 10W                            | 2013         | Snapdragon 600                                                                                 |
| Quick Charge 2.0  | 5V, 9V, 12V                                    | 2A, 2A, 1.67A          | 18W                            | 2015         | Snapdragon 200, 208, 210, 212, 400, 410, 412, 415, 425, 610, 615, 616, 800, 801, 805, 808, 810 |
| Quick Charge 3.0  | de 3.6V a 20V, dinàmic amb increments de 200mV | 2,6A, 4,6A             | 18W                            | 2016         | Snapdragon 427, 430, 435, 617, 620, 625, 626, 650, 652, 653, 820, 821                          |
| Quick Charge 4.0  | 3,6V a 20V (QC) 5V, 9V (PD)                    | 2,6A, 4,6A QC) 3A (PD) | 100W (QC) 27W (PD)             | 2017         | Snapdragon 835                                                                                 |
| Quick Charge 4.0+ | 3,6V a 20V (QC) 5V, 9V (PD)                    | 2,6A, 4,6A QC) 3A (PD) | 100W (QC) 27W (PD) Dual Charge | 2017         | Snapdragon 865                                                                                 |
| Quick Charge 5.0  |                                                |                        | Més de 100W                    | 2020         | Snapdragon 865, 865+                                                                           |

Prestacions de la tecnologia USB-PD rev.2:
| Potència de sortida (W) | Corrent: (A) | Corrent: (A) | Corrent: (A) | Corrent: (A) |
| Potència de sortida (W) | +5 V         | +9 V         | +15 V        | +20 V        |
| ----------------------- | ------------ | ------------ | ------------ | ------------ |
| 0.5–15                  | 0.1–3.0      | No           | No           | No           |
| 15–27                   | 3.0 (15 W)   | 1.7–3.0      | No           | No           |
| 27–45                   | 3.0 (15 W)   | 3.0 (27 W)   | 1.8–3.0      | No           |
| 45–60                   | 3.0 (15 W)   | 3.0 (27 W)   | 3.0 (45 W)   | 2.25–3.0     |
| 60–100                  | 3.0 (15 W)   | 3.0 (27 W)   | 3.0 (45 W)   | 3.0–5.       |

## Protocols Quick Change 2.0 i 3.0
QC 2.0 (també 3.0) utilitzen les línies D+ i D- del USB per a comunicar el nivell de tensió. El dispositiu (PD) envia senyals de tensió sobre els senyals D+ i D-, i llavors el carregador QC subministra el nivell de tensió modificant el voltatge de sortida. Taula de tensions :
| D+   | D-   | Tensió de sortida |
| ---- | ---- | ----------------- |
| 0,6V | 0    | 5V (per defecte)  |
| 3,3V | 0,6V | 9V                |
| 0,6V | 0,6V | 12V               |
| 3,3V | 3,3V | 20V               |

## Accessoris de classe A i B
Els carregadors de classe A només tenen tensions de sortida de 5, 9 i 12V. Aplicacions típiques són telèfons mòbils i tauletes.
Els carregadors de classe B arriben fins a 20V. Aplicacions típiques són ordinadors de sobretaula i portàtils.

## Dispositius Quick Charge
A Març del 2017:
| Protocol          | Samsung                | Xiaomi | LG               | HTC                           | ZTE      | ASUS            | HP       | Motorola      | Sony              | BlackBerry | Google  |
| ----------------- | ---------------------- | ------ | ---------------- | ----------------------------- | -------- | --------------- | -------- | ------------- | ----------------- | ---------- | ------- |
| Quick Charge 2.0  | Galaxy S7, S8, S9 Edge |        | G Flex2, V10, G4 | One M9, Desire Eye            | Axon pro |                 |          | Droid Turbo 2 | Xperia Z4Tablet   | priv       | Nexus 6 |
| Quick Charge 3.0  |                        |        |                  | U Ultra, 10, Elite x3, One A9 | Axon 7   | ZenFone 3Deluxe | Elite x3 |               |                   |            |         |
| Quick Charge 4.0  | Galaxy S8+             | Mi 6   | G5, G6, V20      |                               |          |                 |          |               |                   |            |         |
| Quick Charge 4.0+ | Galaxy S8 i S8 Plus    | Mi6    |                  | H11                           |          |                 |          |               | Xperia XZ Premium |            |         |

## Carregadors USB Quick Charge
A Març del 2017:
| Marca     | Nom                                          | Protocol         | Sortides | Potència màxima                              | Sortida                                                          | Dimensions          | Pes   |
| --------- | -------------------------------------------- | ---------------- | -------- | -------------------------------------------- | ---------------------------------------------------------------- | ------------------- | ----- |
| Belkin    | Belkin F7U008vf05-WHT USB-C                  |                  | 1        | 15W                                          | 5V/3A (15W)                                                      | 3,8 x 6,6 x 5,5 cm  | 50 g  |
| Google    | 18W USB-C Power Adapter                      |                  | 1        | 18W                                          |                                                                  | 6,9 x 4,1 x 2,5 cm  |       |
| Transmart | WC1T EU                                      | Quick Charge 3.0 | 1        | 18W                                          | 5V/3A (15W) 9V/2A (18W) 12V/1,5A (18W)                           | 10,2 x 8,6 x 3,8 cm | 100 g |
| AUKEY     | AUKEY Quick Charge 3.0 USB A                 | Quick Charge 3.0 | 1        | 18W                                          | 5V/3A (15W) 9V/2A (18W) 12V/1,5A (18W)                           | 15 x 10 x 3 cm      | 159 g |
| Google    | 18W USB-C Power Adapter                      | USB-PD,Type-C    | 1        | 18W                                          |                                                                  | 7 x 4 x 2,5 cm      |       |
| Verizon   | Verizon's USB Type-C charger                 | Quick Charge 3.0 | 1        | 24W                                          | 5V/3A (15W) 7V/3A (21W) 8V/3A (24W) 9V/2.7A (24,3W) 12V/2A (24W) | 4 x 4 x 5 cm        |       |
| Google    | Universal 22.5W Dual Port USB Type-C Charger | USB-PD,Type-C    | 2        | 22,5W (suma dels dos ports) 15W en cada port |                                                                  | 4,8 x 4,8 x 3,2 cm  |       |
| ANKER     | Anker Quick Charge 3.0                       | Quick Charge 3.0 | 1        | 24W                                          |                                                                  | 5,3 x 5,6 x ? cm    |       |
| Apple     | Apple 29W USB-C Power Adapter                |                  | 1        | 29W                                          | 5,2V/2,4 (12,5W) 14.5V/2A (29W)                                  |                     |       |
| dodocool  | dodocool DA66 30W USB                        | USB-PD,Type-C    | 1        | 30W                                          | 5V/3A (15W) 9V/3A (27W) 15V/2A (30W) 20V/1,5A(30W)               | 5,5 x 6 x 2,9 cm    |       |
| Google    | Universal Type-C Charger, 60W                |                  | 1        | 60W                                          | 5V/3A (15W) 12V/3A (36W) 20V/3A (60W)                            |                     | 350 g |
| Apple     | 61W USB-C Power Adapter                      |                  |          | 61W                                          |                                                                  |                     |       |
| Apple     | 87W USB-C Power Adapter                      |                  |          | 87W                                          |                                                                  |                     |       |

## Circuits Integrats Quick Charge
IC que permeten implementar el protocol Quick Charge (a Març del 2017) :
| Fabricant          | Referència                                  | Descripció                                     | Propietats                                      | Protocol                              |
| ------------------ | ------------------------------------------- | ---------------------------------------------- | ----------------------------------------------- | ------------------------------------- |
| Cypress            | CYPD2134                                    | Controlador USB Type-C                         | Processador 48-MHz ARM Cortex-M0 CPU (32MB/4KB) | Qualsevol per microprogramari         |
| Power Integrations | CHY103                                      | IC carregador USB d'interfície capa física     | ASIC                                            | Quick Charge 3.0, Classe A i Classe B |
| Texas Instruments  | TPS65983B                                   | Controlador Port USB-PD i USB-C                | ASIC                                            | USB-PD 2.0 i 3.0                      |
| Weltrend           | WT6632F                                     | Controlador Port USB-PD                        | Processador                                     | USB-PD 3.0                            |
| Qualcomm           | SMB1380 SMB1381                             | Conjuntament amb el processador Snapdragon 835 | Processador                                     | Quick Charge 4.0                      |
| ROHM               | BM92T10MWV BM92T20MWV BM92T30MWV BM92T50MWV | Controlador USB-PD                             | ASIC                                            | USB-PD 2.0                            |
| ST                 | STM32F072RBT6                               | Microprocessador                               | Processador                                     | Qualsevol per microprogramari         |